# Yu Lu
Yu Lu (玉露) är ett ångupphettat te gjort på japanskt vis. Tecknen som används i namnet är även desamma som för den kända japanska tesorten Gyokuro. 